# Francine Lalonde
Pour les articles homonymes, voir Lalonde.
Francine Lalonde (née Francine Champagne le 24 août 1940 à Saint-Hyacinthe et morte à Laval le 16 janvier 2014) est une enseignante, syndicaliste et femme politique québécoise, députée à la Chambre des communes du Canada de 1993 à 2011, pour les circonscriptions de Mercier puis de La Pointe-de-l'Île, sous la bannière du Bloc québécois.
Le fonds d’archives de Francine Lalonde (P946) est conservé au centre BAnQ Vieux-Montréal de Bibliothèque et Archives nationales du Québec.

## Biographie

### Syndicalisme
Enseignante de formation, Francine Lalonde est élue secrétaire générale de la Fédération nationale des enseignantes et enseignants du Québec (CSN) lors de sa création en 1969. Elle en assumera la présidence de 1970 à 1976. En 1979, elle est la première femme à être élue vice-présidente de la Confédération des syndicats nationaux (CSN).

### Politique
Du 16 janvier au 5 juin 1985, Lalonde est ministre déléguée à la condition féminine dans le gouvernement du premier ministre René Lévesque. N'étant pas une élue, elle se présente dans la circonscription de Bertrand contre Robert Bourassa qui tente un retour à l'Assemblée nationale du Québec. Défaite à cette élection, elle démissionne de son poste de ministre.
Elle est élue à la Chambre des Communes du Canada en 1993. Elle est deux fois candidate défaite à la direction du Bloc québécois, en février 1996 et en mars 1997.
En juin 2005, Lalonde propose au parlement le projet de loi C-407 qui visait à légaliser le suicide assisté au Canada. Réélue en janvier 2006, Lalonde a promis de réintroduire son projet de loi.

### Retraite
Le 13 septembre 2010, à l'âge de 70 ans, elle annonce qu'elle ne sera pas candidate lors de la prochaine élection fédérale, en raison de la réapparition d'un cancer des os (myélome multiple), qu'elle combat depuis plusieurs années.
Elle meurt à 73 ans, à son domicile lavalois, le 16 janvier 2014, de ce cancer qu'elle a combattu durant sept années,.
À la suite du décès de Mme Lalonde, la salle de réunion du siège social de la Fédération nationale des enseignantes et des enseignants du Québec (FNEEQ-CSN) a été renommée la salle Francine-Lalonde.